# Лоринг, Тила
Тила Лоринг (англ. Teala Loring), имя при рождении Марсия Элоиз Гриффин (англ. Marcia Eloise Griffin; 6 октября 1922, Денвер — 28 января 2007, Спринг, Техас) — американская актриса 1940-х годов.
За время своей карьеры Лоринг сыграла в таких фильмах, как «Двойная страховка» (1944), «Синяя борода» (1944), «Возвращение человека-обезьяны» (1944), «Жёны военных» (1945), «Тёмное алиби» (1946), «Красотка из Бауэри» (1946) и «Козёл отпущения» (1947).

## Ранние годы жизни и начало карьеры
Тила Лоринг, имя при рождении Марсия Элоиз Гриффин, родилась 6 октября 1922 года в Денвере, Колорадо, её мать Маргарит Гибсон была эстрадной артисткой, выступавшей в ночных клубах и концертных программах. Марсия была старшей из пяти братьев и сестёр. Её сестры Дебра Пейджит и Лиза Гэй, а также брат Фрэнк Гриффин стали голливудскими актёрами .
Марсия росла в артистической среде, впервые появившись на сцене в возрасте трёх лет. Когда ей было 17 лет, семья переехала в Калифорнию, и год спустя Марсия стала актрисой Paramount Pictures под именем Джудит Гибсон (англ. Judith Gibson).

## Карьера в кинематографе
В 1942 году Лоринг под именем Джудит Гибсон начала актёрскую карьеру на Paramount. Как и многие другие начинающие инженю, до 1945 года она «прошла через гамму колоритных эпизодических ролей (часто без указания в титрах)». В частности, она сыграла девушку-гида в комедии «Опять то же самое» (1942), девушку, торгующую сигаретами, в музыкальной комедии «Праздничная гостиница» (1942), девушку в цирке в приключенческой комедии «За горизонтом» (1942), жертву автонаезда в комедии «Моя любимая блондинка» (1942), ведущую программы в мюзикле «Флот пришёл» (1942), а также артистку в комедии «Молодой и желающий» (1943).
В 1944—1945 годах (без указания в титрах) Лоринг сыграла телефонного оператора страховой компании в классическом фильме нуар «Двойная страховка» (1944), девушку, торгующую сигаретами, в комедии «Маленький секрет Генри Олдрича» (1944), офисную девушку в романтической комедии военного времени «Только стоячие места» (1944), а также эпизодические роли в романтической комедии «Интриги Сьюзен» (1945) и в музыкальной комедии «Пригласите девушек» (1945).
В шпионском триллере «Бомбы над Бирмой» (1942), музыкальном фильме «Девушка Пауэрса» (1943), криминальной комедии «Любимые в США» (1944) и фильме ужасов «Возвращение человека-обезьяны» (1944) она была указана в титрах как Джудит Гибсон. Когда выяснилось, что на студии уже есть одна Джудит Гибсон, то по предложению продюсера Ирвина Аллена она сменила имя, выбрав «редко используемое хорошее ирландское имя Тила» и фамилию по материнской линии «Лоринг».
В 1944 году ввиду отсутствия достойных ролей Лоринг приняла решение не продлевать контракт с Paramount Pictures. В итоге для неё «начался непростой период», когда она стала играть более значимые роли в жанровых фильмах студий бедного ряда Banner Pictures Сэма Катцмана, PRC и Monogram Pictures.
Так, в памятном фильме Эдгара Ульмера «Синяя борода» (1944) на студии PRC Лоринг сыграла Франсин, «обречённую сотрудницу полиции, которая действовала под прикрытием». Действие этого фильма происходит в Париже 19 века, где популярный художник Гастон (Кэррадайн) душит своих моделей в случае, если ему не нравится написанный портрет. Тем временем власти начинают расследование серии таинственных смертей девушек, подозревая в преступлениях Гастона. В конечном итоге молодой офицер полиции Франсин вызывается выступить в качестве наживки, провоцируя Гастона, чтобы он написал её портрет. Когда она догадывается, что он и есть убийца, Гастон бросается на неё и успевает задушить до появления полиции. Однако сестра Франсин (Джин Паркер), которая была моделью Гастона, в итоге разоблачает его. В том же году в «дешёвой» криминальной мелодраме PRC «Преступные дочери» (1944) Лоринг сыграла главную роль одной из двух девушек-подростков, которые из-за отсутствия родительского внимания попадают в плохую компанию, начинают пить и гулять на вечеринках, и после серии мелких преступлений оказываются на судебной скамье. В фильме ужасов студии Monogram Pictures «Возвращение человека-обезьяны» (1944) учёные обнаруживают в Арктике замёрзшее тело доисторического пещерного человека. Безумный учёный Декстер (Бела Лугоши) решает оживить тело, пересадив ему мозг своего коллеги Гилмора (Джон Кэррадайн). Однако с пересаженным мозгом пещерный человек превращается в ужасное чудовище, которое похищает племянницу Гилмора по имени Энн (её играет Лоринг). Когда за ним начинается погоня, чудовище вместе с девушкой прячется сначала в театре, а затем в лаборатории, где гибнет в пожаре, а Энн в последний момент спасает её жених.
Год спустя в криминальной мелодраме Monogram «Военные жёны» (1945) рассказывается о преступной организации во главе с Шейлой Сеймур (Кэй Фрэнсис), которая выдавала женщин замуж за возвращающихся домой военнослужащих, получая право на государственное жалование, после чего убивала военнослужащих их и снова выдавала тех же женщин замуж. Лоринг сыграла в этом фильме роль не подозревающей ни о чём дочери Шейлы, которую похищает конкурирующая банда, требуя от Шейлы крупный выкуп, однако благодаря вмешательству майора разведки девушке удаётся спастись и бежать в Мексику. Затем последовала ещё одна криминальная драма Monogram «Дети чёрного рынка» (1945), в которой речь шла о торговле новорождёнными детьми под прикрытием частного сиротского дома. По словам Босли Краузера из «Нью-Йорк Таймс», в этой «посредственной мелодраме» Лоринг «судорожно пытается справиться со своим текстом в роли одной из двух главных матерей».
В 1946—1947 годах Лоринг (по её собственному признанию) нашла уютную нишу в различных киносериалах, включая фильмы про парней из Бауэри, Чарли Чена и Сиско Кида. В криминальной комедии из киносериала Monogram Pictures про детектива Чарли Чена «Тёмное алиби» (1946) Лоринг сыграла главную женскую роль дочери бывшего заключённого, подставленного в ограблении и убийстве, которая нанимает Чена для расследования преступления и помогает ему в работе. Ещё в одной криминальной комедии Monogram «Красотка из Бауэри» (1946), на этот раз из киносериала про парней из Бауэри, она сыграла роль газетного фотографа, которая помогает главным героям картины выследить банковских грабителей. В том же году на Monogram вышла криминальная мелодрама «Разыскивается жена» (1946), где Лоринг сыграла коллегу и подругу бывшей киноактрисы (Кэй Фрэнсис), которая помогает ей раскрыть деятельность преступного брачного агентства. Как отмечено в рецензии TV Guide, в этой картине «бывшая кинозвезда Фрэнсис играет бывшую кинозвезду в своём последнем фильме, низкобюджетной криминальной мелодраме о клубе одиноких сердец, за ширмой которого ведётся преступная деятельность. Фильм не представляет особого интереса, кроме как для преданных поклонников Фрэнсис». В том же году Лоринг появилась ещё в двух независимых картинах — комедии «Партнёры во времени» (1946) и криминальной комедии «Парни из газового дома» (1946).
В 1947 году Лоринг вновь сыграла в криминальной комедии Monogram про парней из Бауэри «Крутой Махоуни» (1947). В том же году в независимом фильме нуар «Козёл отпущения» (1947) Лоринг сыграла главную женскую роль невесты подставленного в убийстве главного героя, которая вместе с его шурином находит настоящего преступника. По мнению кинокритика Гленна Эриксона, «фильм совсем не плох для первого продюсерского проекта Уолтера Мириша», тем не менее, «эта картина не является самым ярким представителем стиля нуар». Что же касается Лоринг, то «в этой картине у неё не так много работы». Как пишет критик, «в 1940-е годы Лоринг сыграла главные роли в паре десятков небольших фильмов, но в итоге так и не добилась серьёзного прорыва». После эпизодической роли в комедии Paramount «Проблема с женщинами» (1947) Лоринг сыграла одну из главных ролей в вестерне Monogram «По калифорнийскому пути» (1947), закончив кинокарьеру в 1950 году главной женской ролью в вестерне студии Republic «Ковбой из Аризоны» (1950).

## Личная жизнь
В 1950 году Лоринг вышла замуж за Юджина Беннетта Пиклера. В браке у них родилось шестеро детей, и Лоринг посвятила свою жизнь семье и детям. Позднее она стала бабушкой 15 внуков.

## Смерть
Тила Лоринг умерла 28 января 2007 года в Спринге, Техас, от травм, полученных в результате автоаварии. Ей было 84 года.

## Фильмография
| Год  |     | Русское название               | Оригинальное название         | Роль                                                          |
| ---- | --- | ------------------------------ | ----------------------------- | ------------------------------------------------------------- |
| 1942 | ф   | Бомбы над Бирмой               | Bombs Over Burma              | Люси Делл (в титрах указана как Джудит Гибсон)                |
| 1942 | ф   | Флот пришёл                    | The Fleet's In                | ведущая (в титрах не указана)                                 |
| 1942 | ф   | Моя любимая блондинка          | My Favorite Blonde            | молодая жертва автонаезда (в титрах не указана)               |
| 1942 | ф   | За горизонтом                  | Beyond the Blue Horizon       | девушка в цирке (в титрах не указана)                         |
| 1942 | ф   | Праздничная гостиница          | Holiday Inn                   | девушка, торгующая сигаретами (в титрах не указана)           |
| 1942 | ф   | Опять то же самое              | Here We Go Again              | девушка-гид (в титрах не указана)                             |
| 1943 | ф   | Девушка Пауэрса                | The Powers Girl               | модель агентства Пауэрса (в титрах указана как Джудит Гибсон) |
| 1943 | ф   | Молодой и желающий             | Young and Willing             | артистка (в титрах не указана)                                |
| 1944 | ф   | Любимые в США                  | Sweethearts of the U.S.A.     | Лоретта Карвер (в титрах указана как Джудит Гибсон)           |
| 1944 | ф   | Возвращение человека-обезьяны  | Return of the Ape Man         | Энн (в титрах указана как Джудит Гибсон)                      |
| 1944 | ф   | Преступные дочери              | Delinquent Daughters          | Сэлли Хиггинс                                                 |
| 1944 | ф   | Синяя борода                   | Bluebeard                     | Франсин Лютьен                                                |
| 1944 | ф   | Только стоячие места           | Standing Room Only            | девушка в офисе (в титрах не указана)                         |
| 1944 | ф   | Маленький секрет Генри Олдрича | Henry Aldrich's Little Secret | девушка, торгующая сигаретами (в титрах не указана)           |
| 1944 | ф   | Двойная страховка              | Double Indemnity              | телефонный оператор страховой компании (в титрах не указана)  |
| 1944 | ф   | Я люблю солдата                | I Love a Soldier              | эпизодическая роль (в титрах не указана)                      |
| 1944 | кор | На полпути на небеса           | Halfway to Heaven             | девушка, торгующая сигаретами (в титрах не указана)           |
| 1945 | кор | Ты попал в точку               | You Hit the Spot              | Эрато                                                         |
| 1945 | ф   | Жёны военных                   | Allotment Wives               | Конни Сеймур                                                  |
| 1945 | ф   | Дети чёрного рынка             | Black Market Babies           | Эвелин Барретт                                                |
| 1945 | ф   | Пригласите девушек             | Bring on the Girls            | Гир (в титрах не указана)                                     |
| 1945 | ф   | Интриги Сьюзен                 | The Affairs of Susan          | девушка (в титрах не указана)                                 |
| 1946 | ф   | Партнёры во времени            | Partners in Time              | Джанет Смит                                                   |
| 1946 | ф   | Тёмное алиби                   | Dark Alibi                    | Джун Харли                                                    |
| 1946 | ф   | Красотка из Бауэри             | Bowery Bombshell              | Кэти Смит                                                     |
| 1946 | ф   | Парни из газового дома         | Gas House Kids                | Колин Фланаган                                                |
| 1946 | ф   | Требуется жена                 | Wife Wanted                   | Милдред Кейс                                                  |
| 1947 | ф   | По калифорнийском пути         | Riding the California Trail   | Ракель                                                        |
| 1947 | ф   | Козёл отпущения                | Fall Guy                      | Лоис Уолтер                                                   |
| 1947 | ф   | Крутой Махоуни                 | Hard Boiled Mahoney           | Элинор Уильямс                                                |
| 1947 | ф   | Проблемы с женщинами           | The Trouble with Women        | тонкая девушка (в титрах не указана)                          |
| 1950 | ф   | Ковбой из Аризоны              | The Arizona Cowboy            | Ларами Карсон                                                 |